# Маккартни, Элиза
Элиза Маккартни (англ. Eliza McCartney, род. 11 декабря 1996 года, Окленд, Новая Зеландия) — новозеландская прыгунья с шестом, обладательница национального рекорда Новой Зеландии в прыжках с шестом, бронзовый призёр Олимпийских игр 2016. Двукратная чемпионка Новой Зеландии (2016, 2017).

## Биография и карьера
Элиза Маккартни родилась 11 декабря 1996 года в Окленде, Новая Зеландия. Окончила гимназию Такапуна, занималась прыжками в длину. В 2011 году начала прыжки с шестом.
Дебютировала на международных соревнованиях в 2013 году на чемпионате мира среди юношей в Донецке, где заняла 4 место. В следующем году стала бронзовым призёром чемпионата мира среди юниоров в Юджине. В 2015 году заняла второе место на Универсиаде в Кванджу. В 2016 году сначала была пятой на чемпионате мира в помещении в Портленде, а затем на своей дебютной Олимпиаде стала бронзовым призёром с результатом 4,80 м, обновив тем самым национальный рекорд.
В марте 2021 года получила травму ахилла, в результате чего пропустила Олимпиаду в Токио и Игры Содружества в Бирмингеме.

## Основные результаты
| Год  | Соревнования                 | Место проведения          | Место | Результат   |
| ---- | ---------------------------- | ------------------------- | ----- | ----------- |
| 2013 | Чемпионат мира среди юношей  | Донецк, Украина           | 4     | 4,05 м      |
| 2014 | Чемпионат мира среди юниоров | Юджин, США                | 3     | 4,45 м (NR) |
| 2015 | Летняя Универсиада           | Кванджу, Южная Корея      | 2     | 4,40 м      |
| 2016 | Чемпионат мира в помещении   | Портленд, США             | 5     | 4,70 м (NR) |
| 2016 | Летние Олимпийские игры      | Рио-де-Жанейро, Бразилия  | 3     | 4,80 м (NR) |
| 2017 | Чемпионат мира               | Лондон, Великобритания    | 9     | 4,55 м      |
| 2018 | Чемпионат мира в помещении   | Бирмингем, Великобритания | 4     | 4,75 м (NR) |
| 2018 | Игры Содружества             | Голд-Кост, Австралия      | 2     | 4,70 м      |
| 2023 | Чемпионат мира               | Будапешт, Венгрия         | (кв.) | NM          |